# Милошовичи
Милошовичи (укр. Милошовичі; до 2025 годах — Милошевичи) — село в Пустомытовской городской общине Львовского района Львовской области Украины.
Население по переписи 2001 года составляло 262 человека. Занимает площадь 1,23 км². Почтовый индекс — 81162. Телефонный код — 3230.